# Битва при Кумах

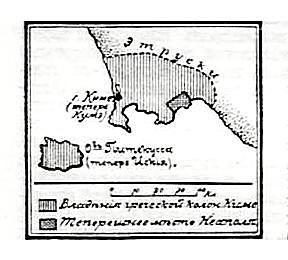
Битва при Кумах

Битва при Кумах — морський бій, в ході якого грекам вдалося зупинити етруську експансію біля стін міста Куми (Неаполітанська затока) в 474 до н. е. Італійських греків очолив сиракузький тиран Гієрон I.